# 금성 김씨
금성 김씨(錦城金氏)는 전라남도 나주시를 본관으로 하는 한국의 성씨이다. 금성은 나주의 고호이다.

## 역사
시조 김대경(金臺卿)은 나주 김씨의 시조 호장 중윤 김득장(金得章)의 5세손으로 고려조에 보문각 대제학을 지내고, 나주 안로현으로 유배되어 살게 되면서 후손들이 본관을 나주의 고호인 금성으로 했다.

## 인물
- 김중익(金重益) : 1689년무과(숙종15) 무과 증광시 병과 합격
- 김언춘(金彦春) : 1637년(인조 15) 무과 별시 병과 합격
- 김동준 : 대한민국의 가수, 배우

## 인구수
2015년 통계청 인구조사에 의하면 3,474명으로 조사되었다.

## 참고 자료
- “금성김씨(錦城金氏)”. 뿌리를 찾아서.[깨진 링크(과거 내용 찾기)]